# Jessica Hewitt
Jessica Hewitt (n. 9 octombrie 1986, Langley⁠(d), British Columbia, Canada) este o sportivă ce a reprezentat Canada, medaliată olimpică. A participat la o ediție a Jocurilor Olimpice (2014) în care a câștigat o medalie de argint.

## Participări
Lista de mai jos prezintă principalele competiții la care a participat Jessica Hewitt de-a lungul carierei.
- short track speed skating at the 2014 Winter Olympics – women's 3000 metre relay[*]